# Victoria Moors
Victoria Ashley Moors (Surrey, 5 novembre 1996) è un'ex ginnasta canadese.
È stata membro della prima squadra canadese entrata in una finale a squadre olimpica, ottenendo anche il miglior piazzamento di sempre per la sua nazione, un quinto posto.
Si è ritirata dall'attività agonistica il 31 maggio 2015.
Ha una sorella minore, Brooklyn, anche lei ginnasta internazionale.

## Carriera sportiva

### 2012:Olimpiadi
Dopo aver vinto diversi titoli individuali a livello nazionale come junior, la Moors passa alla categoria senior nel 2012 e viene convocata al Test Event: il Canada ottiene la qualificazione alle Olimpiadi, e la Moors vince un argento al corpo libero.
Ai Giochi del Pacifico ottiene successo grazie al suo esercizio al corpo libero, apprezzato sia per le sue difficoltà che per la parte artistica.
Viene convocata per le Olimpiadi di Londra insieme a Elsabeth Black, Kristina Vaculik, Brittany Rogers e Dominique Pegg. La squadra canadese ottiene un risultato storico, riuscendo a qualificarsi alla finale a squadre, e si piazza anche quinta. La Moors non riesce a qualificarsi alla finale al corpo libero a causa di arrivi dalle diagonali non precisi e ottiene uno dei punteggi più bassi dell'intera competizione alla trave a causa di diversi sbilanciamenti oltre che ad un basso valore di partenza.

### 2013
Nel 2013 la Moors vince quattro medaglie, tra cui un oro, all'American Cup.Si piazza decima nell'all-around ai Campionati mondiali di ginnastica artistica 2013.A causa di alte difficoltà nel suo esercizio al corpo libero era una delle favorite per qualificarsi e vincere una medaglia in finale ad attrezzo,ma cade durante le qualificazioni.

## I movimenti "Moors"
Il codice dei punteggi prevede che ogni elemento eseguito per la prima volta ai Mondiali, alle Olimpiadi o alle Olimpiadi Giovanili ottenga il nome del ginnasta che lo esegue: Victoria Moors ha dato il nome ad un'uscita a parallele (piantata avanti connessa a un mezzo giro in posizione carpiata).
Inoltre, ai Campionati mondiali di ginnastica artistica 2013 è riuscita ad eseguire per la prima volta un Silivas teso (doppio salto indietro in posizione tesa con 2 avvitamenti), facendo così entrare a far parte del codice un ulteriore elemento, il primo di difficoltà I, a suo nome.